# LEDA 1584876
LEDA/PGC 1584876 ist eine Galaxie im Sternbild Widder auf der Ekliptik. Im selben Himmelsareal befinden sich u. a. die Galaxien IC 1890, IC 1891, IC 1893, IC 1894.